# Xanca dels tepuis
La xanca dels tepuis (Myrmothera simplex) és una espècie d'ocell de la família dels gral·làrids (Grallariidae).

## Hàbitat i distribució
Habita els tepuis del sud i sud-est de Veneçuela, oest de Guyana i nord de Brasil.